# Formatie van Naaldwijk
De Formatie van Naaldwijk of Naaldwijk Formatie (sic, afkorting: NA) is een zeer jonge geologische formatie, die in een groot deel van Nederland aan het oppervlak ligt. De formatie bestaat voornamelijk uit zanden en kleien die tijdens het Holoceen zijn afgezet. Dit kunnen zowel mariene, lagunaire als strandafzettingen zijn.

## Stratigrafie
De Formatie van Naaldwijk wordt tot de Boven-Noordzee Groep gerekend en heeft een variabele dikte. Aan de kust kan de formatie tot 75 meter dik zijn, landinwaarts wigt ze langzaam uit tot enkele meters dikte.
De formatie ligt over oudere Kwartaire afzettingen. In het zuiden van Nederland zijn dit vaak eolisch dekzand en rivierafzettingen uit het Weichselien (Formatie van Boxtel). In het midden van Nederland zijn dit meestal rivierkleien met een Saalien tot Holocene ouderdom (formaties van Kreftenheye en Echteld), in het westen kan daarnaast ook veen uit de Formatie van Nieuwkoop onder de Formatie van Naaldwijk liggen. In het midden van Nederland en in de kustgebieden liggen soms oudere mariene zanden en kleien uit het Eemien (Eem Formatie) onder de Formatie van Naaldwijk. In het noorden van Nederland liggen onder de Formatie van Naaldwijk vaak periglaciale afzettingen uit het Saalien (Formatie van Drente).
De mariene afzettingen die tot de Formatie van Naaldwijk worden gerekend, zijn tegelijkertijd gevormd met de fluviatiele afzettingen van de Formatie van Echteld en het veen van de Formatie van Nieuwkoop. De drie formaties komen daarom vaak vertand voor in de Nederlandse ondergrond.
De Formatie van Naaldwijk wordt gecorreleerd met de Southern Bight Formatie in de ondergrond van de Noordzee.

## Lithologie
De formatie heeft een wisselende lithologie van zand met kleilaagjes en klei met zandlaagjes. De zandlagen kunnen schelpen bevatten, zoals Hydrobia, waarmee ze te onderscheiden zijn van rivierafzettingen. De kleilagen kunnen soms siltig zijn of humus bevatten.
Binnen de Formatie van Naaldwijk worden vier laagpakketten onderscheiden:
- Het Laagpakket van Wormer, bestaande uit schelpenhoudend fijn zand met kleiige lagen dat zich boven op het Basisveen en onder het Hollandveen (beide onderdeel van de Formatie van Nieuwkoop) bevindt. Het is alleen te vinden in de ondergrond van het westen van Nederland. In de oude lithostratigrafische indeling vielen deze afzettingen onder de Afzettingen van Calais.
- Het Laagpakket van Walcheren, bestaande uit schelpenhoudend fijn zand met kleiige lagen, soms in geulafzettingen. Het Laagpakket van Walcheren ligt boven op het Hollandveen. In de oude lithostratigrafische indeling vielen deze afzettingen onder de Afzettingen van Duinkerke.
- Het Laagpakket van Zandvoort, dat bestaat uit grof zand uit strand- en duinafzettingen.
- Het Laagpakket van Schoorl, dat bestaat uit fijn zand uit duinafzettingen (de zogenaamde "jonge duinen").